# Bosia
Bosia är en ort och kommun i provinsen Cuneo i regionen Piemonte i Italien. Kommunen hade 180 invånare (2018).